# Jean-Pierre Beuret
Jean-Pierre Beuret (* 14. März 1947 in Saignelégier) ist ein Schweizer Politiker (PCSI). Von 1979 bis 1994 gehörte er der Regierung des Kantons Jura an, anschliessend war er bis 2017 Präsident der Loterie Romande.

## Biografie
Der Sohn von Pierre Beuret, dem Gemeindepräsidenten von Saignelégier, arbeitete zunächst als Landwirt. In seiner Jugend schloss er sich den jurassischen Separatisten an und setzte sich gegen ein umstrittenes Waffenplatzprojekt in den Freibergen ein. Er war ein führendes Mitglied der Béliers und Vorstandsmitglied des Rassemblement jurassien. Als Vertreter der Christlichsozialen wurde er 1976 in die verfassunggebende Versammlung gewählt und war an der Ausarbeitung der jurassischen Verfassung beteiligt. Ab 1979 gehörte er über 15 Jahre lang der Regierung des neu gegründeten Kantons Jura an, wobei er während dieser Zeit das Wirtschaftsdepartement leitete. In den Jahren 1980, 1984, 1989 und 1994 amtierte er als Regierungspräsident. Sechs Jahre lang präsidierte er die Volkswirtschaftsdirektorenkonferenz der Schweiz. Beuret war Mitglied der Schweizerischen Zentrale für Handelsförderung, Verwaltungsratsmitglied der Electricité du Jura und der Bernischen Kraftwerke sowie von 1987 bis 2003 Präsident des Marché-Concours.
1994 unterzeichnete Beuret zusammen mit Bundesrat Arnold Koller und dem Berner Regierungsrat Hermann Fehr das «Abkommen über die Institutionalisierung des interjurassischen Dialogs», das eine Annäherung zwischen dem Kanton Jura und dem Berner Jura sichern sollte und zur Einführung der Interjurassischen Versammlung führte. Im selben Jahr trat er aus der jurassischen Regierung zurück und leitete daraufhin von 1995 bis 2017 die Loterie Romande. Ab 2009 leitete er die Fördervereinigung für den Regionalen Naturpark Doubs.

## Werke
- Jean-Pierre Beuret: Le premier mécène romand en péril. Presses polytechniques et universitaires romandes, Lausanne 2015, ISBN 978-2-88074-850-0.